# Hannelore Monegel
Hannelore Monegel (* 11. März 1949 in Teterow) ist eine deutsche Politikerin (SPD).
Nachdem sie 1967 ihr Abitur an der EOS in Teterow machte, studierte Monegel danach bis 1971 an der Universität Rostock. Von 1971 bis 1988 war sie Diplomfachlehrerin für Biologie und Chemie an der POS Teterow. Von 1990 bis 1994 war sie Angestellte im Jugendamt des Landkreises Teterow und danach von 1994 bis 1998 Gleichstellungsbeauftragte des Landkreises Güstrow.
Monegel ist Mitglied im Kreisvorstand der Arbeiterwohlfahrt Güstrow, außerdem Vorsitzende des Landschaftspflegeverbandes Krakow am See – Mecklenburgische Schweiz e. V. und Mitglied verschiedener Vereine.
Bis 1989 war Monegel als Parteilose aktiv, seit 1990 ist sie Mitglied der SPD. Im gleichen Jahr wurde sie Mitglied der Stadtvertretung Teterow. Von 1994 bis 1999 war sie dort Bürgervorsteherin. Von 1998 bis 2006 war sie Mitglied des Landtages Mecklenburg-Vorpommern. Sie vertrat in dieser Zeit den Landtagswahlkreis Güstrow I. Seit dem 15. Dezember 2010 war sie erneut Mitglied des Landtages, nachdem Reinhard Dankert als neuer Datenschutzbeauftragter Mecklenburg-Vorpommerns sein Mandat ablegte. Im Landtag war sie Sprecherin der SPD-Fraktion für Fischerei-, Tierschutz- und Verbraucherpolitik. Zur Landtagswahl 2011 trat sie nicht mehr an.